# Gerlafingen
Gerlafingen est une commune suisse du canton de Soleure, située dans le district de Wasseramt. Jusqu'à 1959 la ville était appelée officiellement Niedergerlafingen.

Vue aérienne (1953)